# Launay (Eure)
Pour les articles homonymes, voir Launay.
Launay est une commune française située dans le département de l'Eure, en région Normandie.

## Géographie

### Localisation
| Serquigny         | Nassandres-sur-Risle (comm. dél. de Nassandres) |              |
| Serquigny         | Launay                                          | Goupillières |
| Beaumont-le-Roger |                                                 | Beaumontel   |

### Hydrographie
La commune est située dans le bassin Seine-Normandie. Elle est drainée par la Risle, un bras de la Risle, la Georgette et un autre petit cours d'eau,.
La Risle, d'une longueur de 145 km, prend sa source dans la commune de Planches et se jette  dans la Seine à Berville-sur-Mer, après avoir traversé 52 communes.

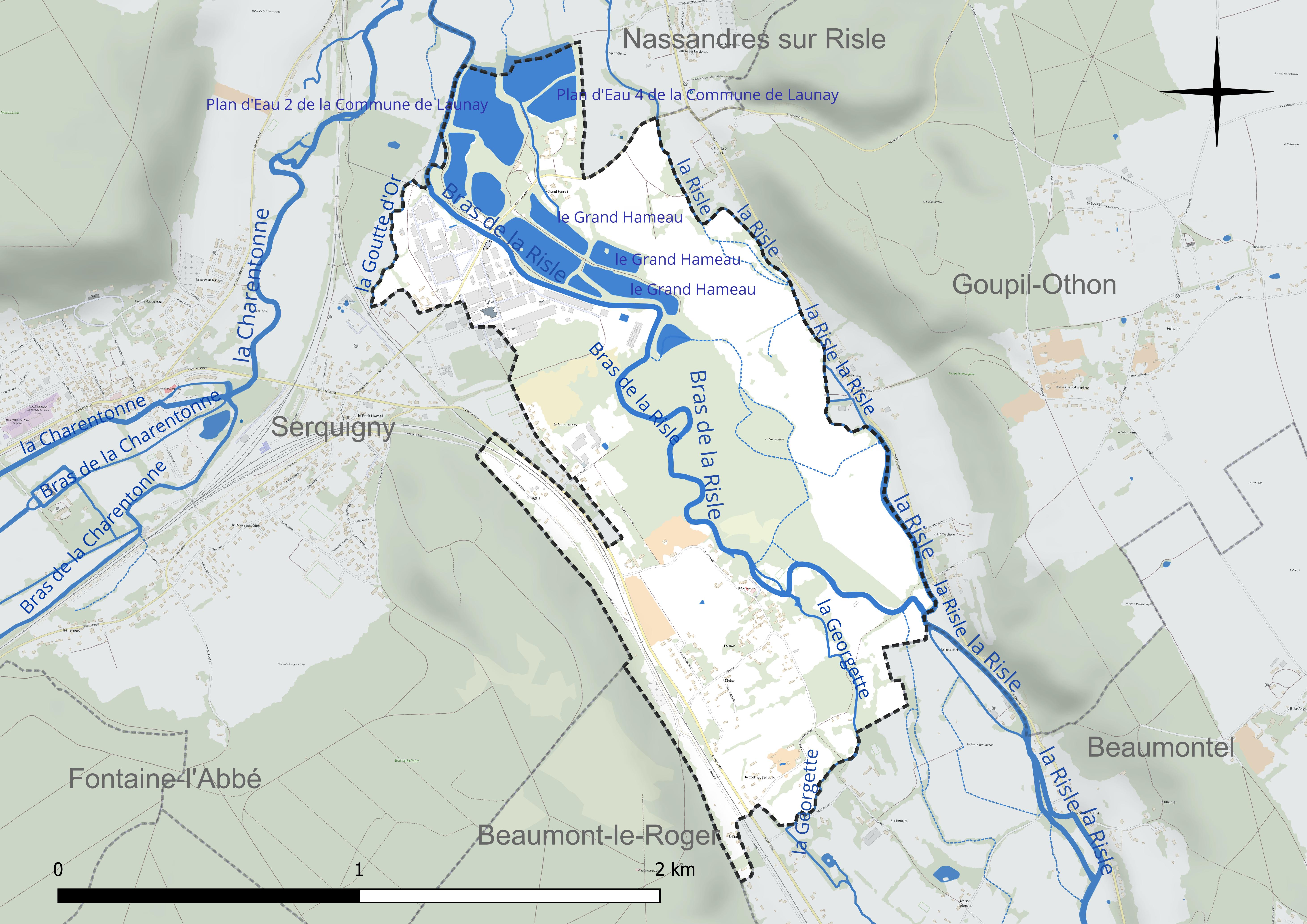
Réseau hydrographique de Launay.

Cinq plans d'eau complètent le réseau hydrographique : le Grand Hameau (2,9 ha), le plan d'eau 1 de la commune de Launay, d'une superficie totale de 3 ha (2,5 ha sur la commune), le plan d'eau 2 de la commune de Launay, d'une superficie totale de 4,4 ha (4,2 ha sur la commune), le plan d'eau 3 de la commune de Launay (2,7 ha) et le plan d'eau 4 de la commune de Launay (1,6 ha),.

### Climat
Pour des articles plus généraux, voir Climat de la Normandie et Climat de l'Eure.
En 2010, le climat de la commune est de type climat océanique dégradé des plaines du Centre et du Nord, selon une étude du CNRS s'appuyant sur une série de données couvrant la période 1971-2000. En 2020, Météo-France publie une typologie des climats de la France métropolitaine dans laquelle la commune est exposée à un climat océanique et est dans la région climatique  Côtes de la Manche orientale, caractérisée par un faible ensoleillement (1 550 h/an) ; forte humidité de l’air (plus de 20 h/jour avec humidité relative > 80 % en hiver), vents forts fréquents. Parallèlement le GIEC normand, un groupe régional d’experts sur le climat, différencie quant à lui, dans une étude de 2020, trois grands types de climats pour la région Normandie, nuancés à une échelle plus fine par les facteurs géographiques locaux. La commune est, selon ce zonage, exposée à un « climat contrasté des collines », correspondant au Pays d’Auge, Lieuvin et Roumois, moins directement soumis aux flux océaniques et connaissant toutefois des précipitations assez marquées en raison des reliefs collinaires qui favorisent leur formation.
Pour la période 1971-2000, la température annuelle moyenne est de 10,7 °C, avec  une amplitude thermique annuelle de 14 °C. Le cumul annuel moyen de précipitations est de 720 mm, avec 12,1 jours de précipitations en janvier et 8,2 jours en juillet. Pour la période 1991-2020, la température moyenne annuelle observée sur la station météorologique la plus proche, située sur la commune de Brionne à 10 km à vol d'oiseau, est de 11,5 °C et le cumul annuel moyen de précipitations est de 791,7 mm,. Pour l'avenir, les paramètres climatiques de la commune estimés pour 2050 selon différents scénarios d’émission de gaz à effet de serre sont consultables sur un site dédié publié par Météo-France en novembre 2022.

## Urbanisme

### Typologie
Au 1er janvier 2024, Launay est catégorisée commune rurale à habitat dispersé, selon la nouvelle grille communale de densité à 7 niveaux définie par l'Insee en 2022.
Elle appartient à l'unité urbaine de Beaumont-le-Roger, une agglomération intra-départementale dont elle est une commune de la banlieue,. Par ailleurs la commune fait partie de l'aire d'attraction de Bernay, dont elle est une commune de la couronne,. Cette aire, qui regroupe 36 communes, est catégorisée dans les aires de moins de 50 000 habitants,.

### Occupation des sols

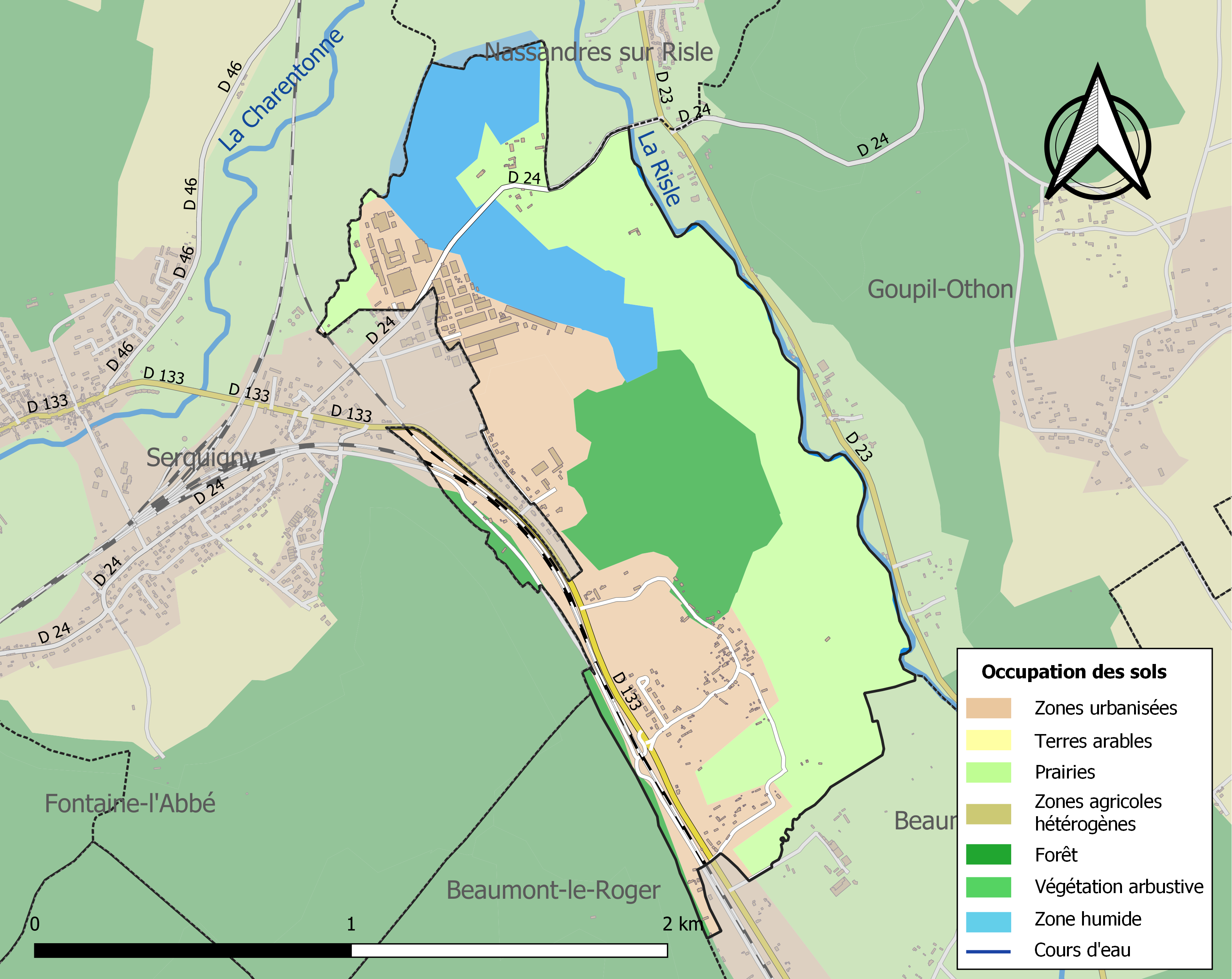
Carte des infrastructures et de l'occupation des sols de la commune en 2018 (CLC).

L'occupation des sols de la commune, telle qu'elle ressort de la base de données européenne d’occupation biophysique des sols Corine Land Cover (CLC), est marquée par l'importance des territoires agricoles (36,9 % en 2018), en diminution par rapport à 1990 (53,8 %). La répartition détaillée en 2018 est la suivante : 
prairies (36,9 %), zones urbanisées (22,9 %), forêts (18,7 %), eaux continentales (13,4 %), zones industrielles ou commerciales et réseaux de communication (8,1 %).
L'IGN met par ailleurs à disposition un outil en ligne permettant de comparer l’évolution dans le temps de l’occupation des sols de la commune (ou de territoires à des échelles différentes). Plusieurs époques sont accessibles sous forme de cartes ou photos aériennes : la carte de Cassini (XVIIIe siècle), la carte d'état-major (1820-1866) et la période actuelle (1950 à aujourd'hui).

## Toponymie
Le nom de la localité est attesté sous les formes Alnetum au XIe siècle, Alnou en 1180 (cartulaire S. Trin. Bellim.), Launai-sur-Rile en 1828 (L. Dubois).
L'aunaie, « lieu où poussent des aunes ».
 
L'aune est un arbre des lieux humides.

Le terme « aulne » est assez récent : l'arbre s'appelait auparavant verne ou
vergne.

## Histoire

### Héraldique
| Armes de Launay | Ces armes peuvent se blasonner ainsi aujourd’hui : d'argent au chevron de gueules, accompagné de trois merlettes de sable. |

## Politique et administration
| Période                                  | Période  | Identité         | Étiquette | Qualité   |
| ---------------------------------------- | -------- | ---------------- | --------- | --------- |
| mars 2001                                | en cours | Christian Baïsse | DVD       | Ingénieur |
| Les données manquantes sont à compléter. |          |                  |           |           |

## Démographie

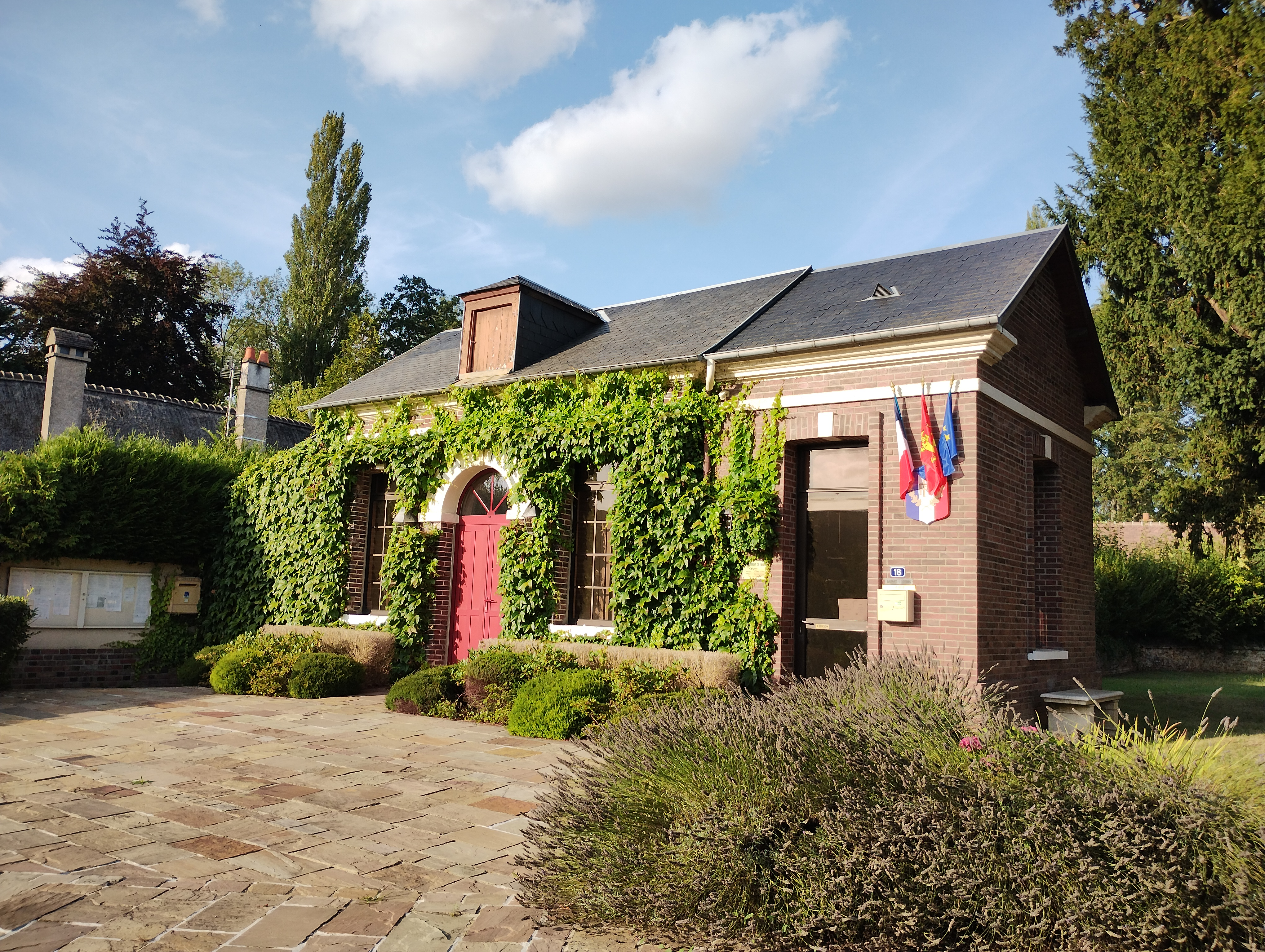
Mairie

| 1793 | 1800 | 1806 | 1821 | 1831 | 1836 | 1841 | 1846 | 1851 |
| ---- | ---- | ---- | ---- | ---- | ---- | ---- | ---- | ---- |
| 224  | 256  | 276  | 240  | 252  | 247  | 272  | 298  | 288  |

| 1856 | 1861 | 1866 | 1872 | 1876 | 1881 | 1886 | 1891 | 1896 |
| ---- | ---- | ---- | ---- | ---- | ---- | ---- | ---- | ---- |
| 291  | 306  | 310  | 306  | 302  | 325  | 310  | 320  | 342  |

| 1901 | 1906 | 1911 | 1921 | 1926 | 1931 | 1936 | 1946 | 1954 |
| ---- | ---- | ---- | ---- | ---- | ---- | ---- | ---- | ---- |
| 311  | 373  | 322  | 318  | 305  | 255  | 276  | 240  | 231  |

| 1962 | 1968 | 1975 | 1982 | 1990 | 1999 | 2006 | 2011 | 2016 |
| ---- | ---- | ---- | ---- | ---- | ---- | ---- | ---- | ---- |
| 242  | 197  | 197  | 166  | 202  | 216  | 215  | 214  | 202  |

| 2021 | 2022 | - | - | - | - | - | - | - |
| ---- | ---- | - | - | - | - | - | - | - |
| 186  | 180  | - | - | - | - | - | - | - |

## Culture locale et patrimoine

### Lieux et monuments
Launay compte plusieurs édifices inscrits à l'inventaire général du patrimoine culturel :
- l'église Notre-Dame-Saint-Lubin (XIIe, XVe et XVIIe)[26]. La nef et le chœur datent du XIIe siècle ; la façade a été reconstruite au XVe siècle ; la sacristie a été ajoutée au XVIIe siècle ;
- un château fort[27] dont la date d'édification est inconnue. Les fondations de deux tours d'enceinte et de deux tourelles du châtelet d'entrée ont été découvertes en 1964 ;
- un manoir aujourd'hui détruit[28] dont la date d'édification et la localisation sont inconnues.

### Patrimoine naturel

#### Natura 2000
- Risle, Guiel, Charentonne[29].

#### ZNIEFF de type 1
- Les prairies et les étangs de Launay[30].

#### ZNIEFF de type 2
- La vallée de la Risle de la Ferrière-sur-Risle à Brionne, la forêt de Beaumont, la basse vallée de la Charentonne[31].